# Japanische Invasion Niederländisch-Neuguineas
1942

Rabaul –
1. Salamaua-Lae –
Operation N –
Operation MO –
Korallenmeer –
Buna-Gona –
Kokoda Track –
Milne-Bucht –
Goodenough –
Buna-Gona-Sanananda –
Operation Lilliput 
1943

Wau –
Bismarcksee –
I –
2. Salamaua-Lae –
Chronicle –
Finisterre –
Cartwheel –
Bougainville –
Huon –
Neubritannien –
Bombardierung von Rabaul 
1944–1945

Admiralitätsinseln –
Emirau –
Take Ichi Konvoi –
Reckless –
Persecution –
Wakde-Sarmi –
Biak –
Noemfoor –
Driniumor –
Sansapor –
Morotai –
Aitape–Wewak
Die Japanische Invasion Niederländisch-Neuguineas (Operation N) fand vom 1. bis zum 22. April 1942 während des Pazifikkriegs im Zweiten Weltkrieg statt. Sie führte zur Besetzung Niederländisch-Neuguineas durch die Japaner bis zur schrittweisen Befreiung durch die Alliierten bis zum Kriegsende im September 1945.

## Vorgeschichte
Der japanische Premierminister Konoe Fumimaro initiierte das Konzept einer Großostasiatischen Wohlstandssphäre, bestehend aus China, Japan, Mandschukuo und Teilen Südostasiens schon im November 1937 während seiner ersten Amtszeit. Militärische Ziele dieser Expansion beinhalteten Seeoperationen im Indischen Ozean und die Isolation Australiens. Der vom Armee-Oberkommando ausgearbeitete Plan wurde dann während seiner zweiten Amtszeit im August 1940 erneut verkündet.
Die Südostasiatischen Gebiete inklusive Neuguinea erregten besonders die Aufmerksamkeit der Japaner, da es dort große Vorkommen an wichtigen Ressourcen gab, über die Japan selbst nicht in diesem Umfang verfügte. Dazu gehörten Kupfer, Nickelerz, Kohle, Holzprodukte und Erdöl, der wichtigste Rohstoff.
Am 19. April 1940 informierte die japanische Regierung die USA darüber, dass sie keinerlei aggressive Interessen an Niederländisch-Neuguinea hätten.
Im Mai 1940 bestand die Koninklijk Nederlandsch-Indisch Leger (KNIL; deutsch Königlich Niederländisch Indische Armee) aus 1.345 regulären Offizieren, 35.583 Unteroffizieren und niedrigeren Rängen. Mit Reserveoffizieren, örtlichen Wehrpflichtigen und diversen anderen Einheiten wuchs die Gesamtzahl auf 3.200 Offiziere, 73.000 Unteroffiziere und niedrigere Ränge an.
Um die wirtschaftlichen und politischen Beziehungen zwischen Japan und Niederländisch-Ostindien neu zu verhandeln, traf am 12. September 1940 eine große japanische Delegation unter der Leitung ihres Handels- und Industrieministers Kobayashi Ichizō in Batavia auf Java ein. Unter ihnen auch Konteradmiral Tadashi Maeda, der später Kommandeur der Kaiserlichen japanischen Marine im besetzten Niederländisch-Ostindien wurde. Die erste Nachfrage der Japaner war eine Steigerung der Ölexporte nach Japan von derzeit 570.000 t im Jahr 1939 auf 3.750.000 t, was etwa 50 % der gesamten niederländisch-ostindischen Produktion entsprach. Die niederländische Antwort lautete, dass die bestehenden Verpflichtungen nur eine Erhöhung auf rund 1.800.000 t ermöglichen würden. Kobayashi akzeptierte diesen Vorschlag zunächst, wurde jedoch am 20. Oktober nach Japan zurückgerufen.
Im November scheiterte eine weitere Verhandlung mit einer japanischen Abordnung unter dem ehemaligen Außenminister Yoshizawa Kenkichi. Die Forderungen der Japaner waren unannehmbar. Japans Exporte an Niederländisch-Ostindien sollten auf mehr als 80 % aller Importe Niederländisch-Ostindiens erhöht werden und die bestehende Ölnachfrage wurde leicht auf 3.800.000 t erhöht. Hinzu kamen weitere politische Forderungen. Daraufhin erwarteten die niederländischen Verhandler eine japanische Kriegserklärung, bekamen jedoch nur eine Voraberklärung überreicht, dass die Verhandlungen für beendet erklärt wurden.
Die niederländische Exilregierung kam zu dem Schluss, dass es im Falle eines japanischen Angriffs auf amerikanische und/oder britische Kolonien in diesem Gebiet sehr unwahrscheinlich wäre, dass die Japaner an den Grenzen Niederländisch-Ostindiens Halt machen würden. Immer mehr japanische Bürger verließen Niederländisch-Ostindien aufgrund der erhöhten Spannungslage.
Nach der Ausweitung des Pazifikkriegs mit dem Überfall auf Pearl Harbor am 7. Dezember 1941 auf die USA und der japanischen Landungen in Südostasien erklärte die niederländische Regierung am 10. Dezember Japan den Krieg. Brigadegeneral Jean Charles Pabst, übergab offiziell die niederländische Kriegserklärung an das japanische Reich an den Assistenten des Außenministers, wodurch die diplomatischen Beziehungen zwischen den Niederlanden und Japan beendet wurden.
Japan erklärte daraufhin am 11. Januar 1942 den Niederlanden den Krieg. Dies führte zur Mobilisierung der KNIL. Am selben Tag begann die Invasion in Niederländisch-Ostindien mit der Landung auf Tarakan.
Mit der Eroberung der Rossel-Insel am 28. Januar näherten sich japanische Einheiten Neuguinea, das sie am 8. März bei Lae und Salamaua mit Marinelandungseinheiten unter Konteradmiral Kajioka Sadamichi zum ersten Mal betraten (→ Operation SR).

## Planung
Das kaiserliche Hauptquartier befahl am 5. März 1942 gemäß der Marinerichtlinie Nr. 62 dem Oberbefehlshaber der kombinierten Flotte, Admiral Yamamoto Isoroku, nach Abschluss der Java-Operation, die verbleibende feindliche Streitmacht in Niederländisch-Neuguinea zu vernichten und strategische Punkte dieses Gebiets zu besetzen. Ziel der Besatzung war es, das Land nach möglichen Standorten für Luftwaffenstützpunkte, Ankerplätze und Ölfelder zu untersuchen und eine gute Kommunikations- und Nachschubverbindung mit Britisch-Neuguinea sicherzustellen.
Landungen in Fakfak, Babo, Sorong, Manokwari, Moemi, Nabire, Seroei, Sarmi und Hollandia waren geplant, sowie die Errichtung von Garnisonsstützpunkten in den Gebieten Fakfak und Manokwari. Zusätzlich umfasste die Planung die Erkundung eines Ölfeldes bei Boela auf Ceram.
Auf Ambon wurde dazu am 15. März 1942 von der 2. Südlichen Expeditionsflotte (第二南遣艦隊 Dai-Ni Nanken Kantai) die Invasionstruppe Niederländisch Neuguineas (N-Force) aufgestellt, unter dem Kommando von Konteradmiral Fujita Ruitarō, der schon einen Teil der Invasionsflotte zur Landung auf Makassar geführt hatte.

## Die Landungen
Die japanische Invasionsflotte stieß von Ambon in der Nacht vom 29. auf den 30. März in See und erreichte am 31. März Boela auf Ceram. Die Stadt war verlassen und es wurde beschlossen die Streitkräfte in zwei getrennte Abteilungen aufzuteilen.

### Fakfak
Die Insel Fakfak wurde am 1. April erreicht und eingenommen. Die dort stationierte kleine KNIL-Garnison ergab sich kampflos.

### Babo
Babo war für die Japaner ein wichtiges Ziel, da dort reiche Ölfelder existierten. Der Ort wurde am 30. Dezember 1941 zum ersten Mal von japanischen Flugzeugen bombardiert und als Ersatzbasis für den Fall angesehen, dass Laha auf Ambon und Namlea auf Buru unhaltbar wurden.
Die in Babo stationierte KNIL-Garnison umfasste etwa 200 Mann. Die Landebahn für Kampfflugzeuge befand sich noch im Ausbau. Bisher waren dort drei Hudson-Bomber stationiert, die Babo gegen anfliegende feindliche Flugboote verteidigen sollten. Eine zweite Landebahn war geplant und die Verteidigungsanlagen wurden Verbesserungen unterzogen. Das japanische 2. Detachement landete am 2. April auf Babo und nahm ohne Widerstand der Niederländer die Stadt ein. Den meisten KNIL-Soldaten gelang die Flucht nach Australien.

### Sorong

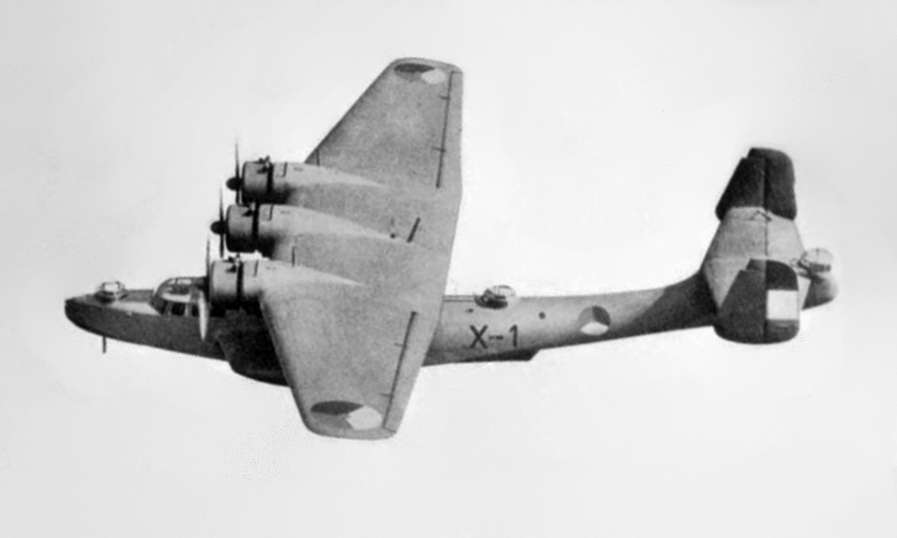
Dornier Do24K

In Sorong war die niederländische Marinefluggruppe GVT-2 mit drei Dornier Do-24K-Flugbooten unter dem Kommando vom Leutnant 2. Klasse W. J. Reynierse stationiert. Die ersten Kriegsaktionen fanden am 8. und 9. Dezember 1941 statt, als die Flugboote einen japanischen Schoner in Brand bombardierten und wahrscheinlich versenkten. Am 16. und 17. Dezember kam es zu einem Luftkampf zwischen einem Kawanishi H6K5 Typ 97 „Mavis“ -Flugboot und den niederländischen Flugbooten, denen es aber nicht gelang die Kawanishi abzuschießen.

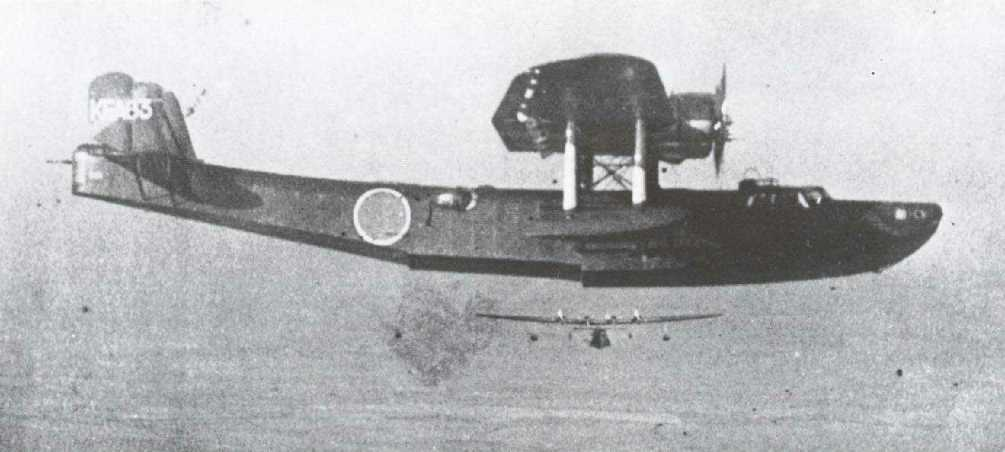
Kawanishi H6K Typ 97

Das 1. Detachement traf am 4. April 1942 in Sorong ein, landete die Truppen und besetzte die Stadt. Die kleine KNIL-Garnison der Stadt ergab sich nach einem kurzen Gefecht den Japanern.

### Ternate
Die niederländische Marinefluggruppe GVT-5 mit 3 Dornier Do-24K-Flugbooten war auf der kleinen Insel Ternate in der Nähe der Insel Halmahera stationiert. Die ersten japanischen Angriffe fanden dort am 17. Dezember 1941 statt.
Das 2. Detachement landete am 7. April 1942 auf Ternate und bombardierte die feindlichen Stellungen. Die KNIL-Garnison ergab sich kurz darauf den Japanern die ungefähr 150 Kriegsgefangene machten. Beide japanischen Detachements vereinigten sich dann im Hafen von Ternate.

### Halmahera
Am 8. April 1942 landeten und besetzten die japanischen Streitkräfte kampflos die Stadt Jailolo auf der Insel Halmahera.

### Manokwari
Die Stadt war im 19. Jahrhundert eine der ersten niederländischen Niederlassungen auf Neuguinea und liegt an der nördlichen Pazifikküste im Osten der Vogelkophalbinsel.
Zu Beginn des Jahres 1942 bestand die KNIL-Garnison in Manokwari aus ungefähr 125 KNIL-Soldaten unter dem Kommando von Captain J. B. H. Willeemsz-Geeroms, darunter eine Reihe von zivilen Reservisten und sogenannten Heimatgardisten, die Anfang Februar 1942 einberufen worden waren. Die Garnison verlor schon Anfang März 1942 den Kontakt zum KNIL-Hauptquartier in Java. Am 12. April lief ein japanischer Konvoi in die Dore Bucht ein und landete ungefähr 4000 Männer an.
Den KNIL-Truppen war es nicht möglich den japanischen Eindringlingen erfolgreich Widerstand zu leisten. Daher wurde beschlossen sich in das Landesinnere zurückzuziehen und einen Guerillakrieg zu beginnen. Die Vorbereitungen dazu waren wohlweislich schon im Vorfeld des Angriffs begonnen worden, indem bereits eine Reihe versteckter Lebensmittel- und Waffendepots tief im Dschungel der Vogelkophalbinsel eingerichtet worden waren. Diese Depots würden es der KNIL-Truppe ermöglichen, monatelang ohne Nachschub zu operieren.
Die Familien der Kolonisten und auch 65 KNIL-Reservisten, die die Garnison aus dem Dienst entlassen hatte, wurden von den Japanern interniert.
Die 65 niederländischen Soldaten, zusammen mit einigen Einheimischen, mussten sich gegen japanische Patrouillen im nahen Dschungel erwehren. Ein vom japanischen Kommandanten übermitteltes Angebot, sich bei guter Behandlung zu stellen, schlugen die Niederländer aus und führten den Guerillakrieg über 30 Monate weiter, bis sie sich im Oktober 1944 zu alliierten Einheiten, die mittlerweile auf der Vogelkophalbinsel gelandet waren, durchschlagen konnten. Es waren bei den Kämpfen nur noch 35 Mann übrig geblieben, die nach Australien ausgeschifft wurden.

### Moemi
In Moemi, südlich von Ransiki gelegen, befand sich in der Vorkriegszeit ein Posten für die Zivilverwaltung des Gebiets. Japanische Einwanderer betrieben dort einige Plantagen. Der Ort hatte vorerst keinerlei strategische Bedeutung für die Japaner, da hier weder ein Flugplatz, noch ein Hafen oder eine Garnison vorhanden waren. Erst nach der Einnahme des Ortes durch das 2. Detachement am 15. April begann kurz darauf der Bau eines Flughafens, der im weiteren Kriegsverlauf an Bedeutung gewinnen sollte.

### Seroei
Seroei auf der Insel Japén wurde am 16. April durch das 1. Detachement kampflos besetzt, da hier keine KNIL-Einheiten stationiert waren.

### Nabire
Das 2. Detachement traf am 17. April 1942 bei der Stadt Nabire ein, setzte die Landungseinheit ab und besetzte die Stadt nach einem kurzen Kampf mit dem örtlichen Außenposten der KNIL. Bei Nabire errichteten die Japaner ein Flugfeld.

### Sarmi
Am 19. April landete das 2. Detachement bei Sarmi und besetzte die Stadt nach einem kurzen Kampf mit der KNIL-Garnison. Die Japaner stationierten in Sarmi eine kleine Garnison von etwa 68 Mann, die Ende 1942 von Armeeeinheiten abgelöst wurden. Südwestlich von Sarmi bei Sawar errichteten die Japaner eine Landebahn.

### Hollandia
Die Landungseinheiten des 1. Detachement landeten am 19. April in Hollandia und überrannten nach einem kurzen Kampf die KNIL-Garnison der Stadt. Die Invasionstruppe hinterließ eine kleine Garnison in Hollandia, bis Armeeeinheiten sie im Juli des Jahres ablösten. Hollandia wurde zu einer großen Basis ausgebaut und es wurden vier Flugfelder errichtet; das Hollandia-Flugfeld, das Sentani-Flugfeld, das Cyclops-Flugfeld und das Tami-Flugfeld weiter im Osten.

## Nach den japanischen Landungen
Die einzig übrig gebliebene Bastion der Niederländer, die nicht von den Japanern eingenommen worden war, war Merauke im Süden Neuguineas an der Mündung des Flusses Maro in die Arafurasee. Im dortigen Verwaltungszentrum von Westneuguinea, waren einige niederländische und indonesische Beamte verblieben. Auch Missionare waren immer noch in der Region verstreut. In Tanahmerah, einer Strafsiedlung am Fluss Digoel, gab es Hunderte von politischen Exilanten aus Java. Sie wurden nach Australien gebracht, falls die Feindseligkeiten eskalieren und die Behörden dadurch in Verlegenheit gebracht werden könnten. Die KNIL errichtete in den Bergen nördlich von Kokenau mit Blick auf die Wissel-Seen einen Außenposten mit Funkgerät, von dem aus Flugboote operieren konnten. Das 62. Bataillon der australischen Armee unter dem Kommando von Oberstleutnant Alexander Graham Keith Haupt unterstützte die KNIL. Zur Verteidigung der Inseln zwischen dem Festland Neuguineas und dem australischen Kontinent diente die Torres Strait Force unter Oberst H. R. Langford.
Die japanische Landungseinheit (N-Force) wurde am 23. April aufgelöst. Die Schiffe kehrten nach Ambon zurück und warteten auf neue Einsätze. Der Truppentransporter Hokuroku Maru wurde kurz darauf nach Yokosuka zurückbeordert.

## Japanische Invasionstruppe Niederländisch Neuguineas (N-Force)
Kommandant: Konteradmiral Fujita Ruitarō
Hauptstreitkraft

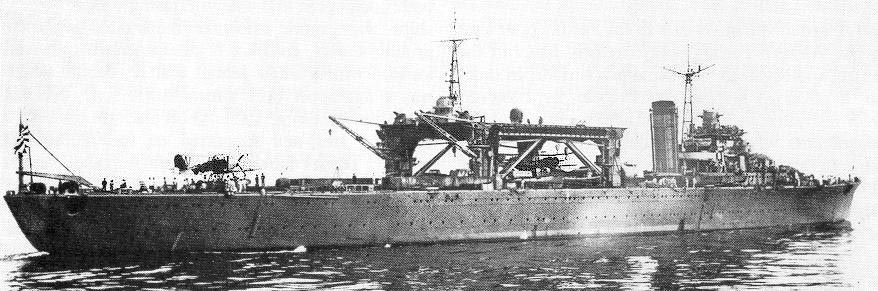
Chitose

- 11. Flugzeugträgerdivision mit dem Wasserflugzeugträger Chitose
- 3. Sektion der 16. Kreuzerschwadron mit dem Leichten Kreuzer Kinu

Unterstützungskräfte
- 1. Sektion der 16. Zerstörerdivision mit den Zerstörern Yukikaze und Tokitsukaze, den Torpedobooten Tomozuru und Hatsukari, sowie den Patrouillenbooten Nr. 1 Shimakaze , Nr. 2 Nadakaze, Nr. 38 Yomogi und Nr. 39 Tade
- 54. U-Bootjagddivision mit den U-Bootjägern Shonan Maru Nr. 5, Shonan Maru Nr. 17, Fukuei Maru Nr. 15 und kleineren Einsatzkräften

Marinelandungseinheiten
Kommando: Captain Shibuya Shiro

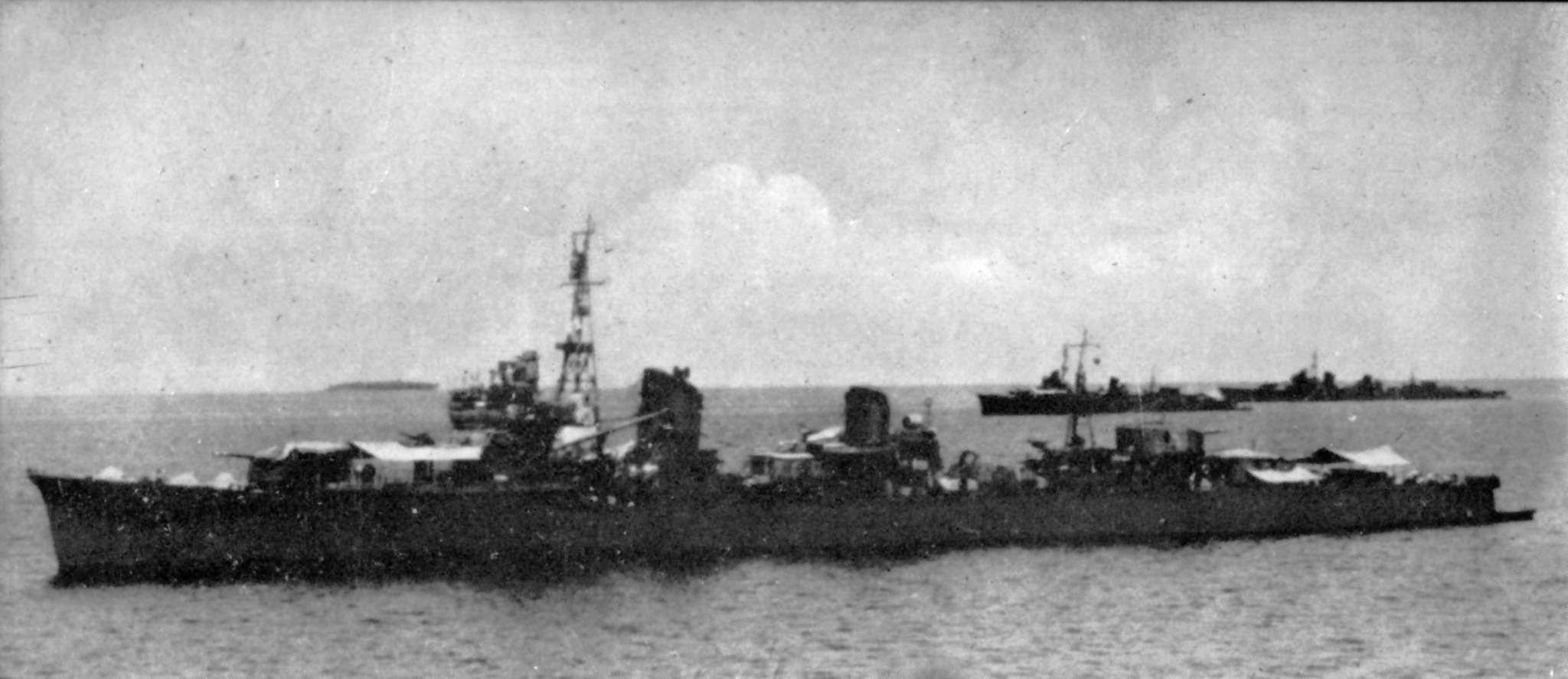
Yukikaze

- 4. Gardeeinheit (Bataillonsstärke)
- 24. Sasebo Speziallandungseinheit (rund 500 Mann)

Transporteinheiten
- 2. Kanonenbootdivision mit der Manyo Maru, Taikō Maru und Okuyō Maru
- Öltanker Seian Maru und der Transporter Hokuroku Maru

Quellen: